# Piper intonsum
Piper intonsum är en pepparväxtart som beskrevs av William Trelease. Piper intonsum ingår i släktet Piper och familjen pepparväxter. Inga underarter finns listade i Catalogue of Life.